# Коновалови
Конова́лови (рос. Коноваловы) — присілок у складі Даровського району Кіровської області, Росія. Входить до складу Вонданського сільського поселення.
Населення становить 63 особи (2010, 94 у 2002).
Національний склад станом на 2002 рік — росіяни 87 %.